# Saint Helier
Nem összetévesztendő a hasonló nevű Saint-Hellier településsel.
Saint Helier a brit koronafüggőség, Jersey fővárosa. Jersey szigetének déli részén helyezkedik el.

## Közigazgatás
A város az alábbi kerületekre oszlik:
- La Vingtaine de la Ville
- La Vingtaine du Rouge Bouillon
- La Vingtaine de Bas du Mont au Prêtre
- La Vingtaine de Haut du Mont au Prêtre
- La Vingtaine du Mont à l'Abbé
- La Vingtaine du Mont Cochon